# 랜디 뉴먼
랜디 뉴먼(Randy Newman, 1943년 11월 28일 ~ )은 미국의 싱어송라이터이다. 토이 스토리 영화의 사운드 트랙에 삽입된 You've Got a Friend in Me을 작곡했다. 2011년 토이 스토리 3에 수록된 We Belong Together를 작곡해 아카데미상 주제가상을 받았다.